# 北尾博伸のラジまるワイド
北尾博伸のラジまるワイド（きたおひろのぶのらじまるわいど）は、和歌山放送で放送されていたラジオ番組。2004年4月16日（金）に終了。

## 概要
- 放送時間は月 - 金、13:00 - 15:00。（時期によって変更されていた期間あり）
- 御坊・田辺白浜・日置川すさみ中継局が受信できるエリアでこの番組が聞ける。

## 出演者
- 北尾博伸（和歌山放送田辺支局アナウンサー）（現在は編成局アナウンサーである）
- 吉田昌代（アシスタント）
- 山下博美「きよちゃん」（ラジオカーリポーター）
- 支局長（田辺支局長）（金曜のみ出演）